# Morti nel 1821
| Questa pagina contiene informazioni ricavate automaticamente dalle voci biografiche con l'ausilio del template Bio e di un bot. L'aggiornamento è periodico e automatico e ricostruisce completamente la pagina. Se manca una persona in questa lista, sei pregato di non aggiungerla, ma accertati piuttosto che la sua voce biografica contenga il template Bio e che i dati anagrafici siano correttamente compilati. Se il template Bio manca, inseriscilo tu stesso o, in alternativa, metti l'avviso {{tmp\|Bio}} che ne segnala la mancanza. Se i dati riportati sono sbagliati, correggi direttamente la voce biografica; le modifiche saranno visibili in questa lista entro pochi giorni. Per chiarimenti vedi il progetto biografie. La lista contiene solo le 189 persone che sono citate nell'enciclopedia e per le quali è stato implementato correttamente il template Bio. Pagina aggiornata al 2 ago 2025. |

## Gennaio(13)
- 1º gennaio - Stefano Antonio Morcelli, epigrafista e gesuita italiano (n. 1737)
- 1º gennaio - Johann Carl Wilhelm Voigt, geologo tedesco (n. 1752)
- 4 gennaio - Elizabeth Ann Bayley Seton, religiosa statunitense (n. 1774)
- 5 gennaio - Carlo Porta, poeta italiano (n. 1775)
- 12 gennaio - Pietro Cugini, architetto italiano (n. 1750)
- 12 gennaio - John Macpherson, I baronetto, militare, politico e nobile britannico (n. 1745)
- 13 gennaio - Nicolò Pasqualigo, ammiraglio italiano (n. 1770)
- 17 gennaio - Domenico Bruni, cantante lirico italiano (n. 1758)
- 18 gennaio - Alexandru Suțu, principe greco (n. 1758)
- 18 gennaio - Christian zu Stolberg-Stolberg, poeta tedesco (n. 1748)
- 19 gennaio - Thomas Willing, politico e banchiere statunitense (n. 1731)
- 25 gennaio - Joseph Steffanini di Monte Airone, militare austriaco (n. 1761)
- 31 gennaio - Antonio Maria Doria Pamphilj, cardinale italiano (n. 1749)

## Febbraio(17)
- 3 febbraio - Antonio Benedetto Carpano, inventore italiano (n. 1751)
- 3 febbraio - Nikolaj Sergeevič Volkonskij, generale e ambasciatore russo (n. 1753)
- 4 febbraio - Domenico Tempio, poeta italiano (n. 1750)
- 7 febbraio - Sefer Ali-Bey Shervashidze, principe abcaso
- 10 febbraio - Francesco Giampietri, giurista e magistrato italiano (n. 1754)
- 12 febbraio - Francisco de Borja Álvarez de Toledo, duca (n. 1763)
- 14 febbraio - Petru Maior, filologo, storico e lessicografo rumeno
- 16 febbraio - Giuseppe Errante, pittore italiano (n. 1760)
- 19 febbraio - György Majláth, nobile, giudice e politico ungherese (n. 1752)
- 21 febbraio - Guglielmo Manzi, letterato italiano (n. 1784)
- 21 febbraio - Georg Friedrich von Martens, giurista e diplomatico tedesco (n. 1756)
- 23 febbraio - John Keats, poeta britannico (n. 1795)
- 26 febbraio - François-Emmanuel Guignard de Saint-Priest, politico e diplomatico francese (n. 1735)
- 26 febbraio - Joseph de Maistre, filosofo, politico e diplomatico italiano (n. 1753)
- 26 febbraio - Giuseppe de Novaes, presbitero portoghese (n. 1736)
- 27 febbraio - Guglielmo I d'Assia-Kassel, sovrano tedesco (n. 1743)
- 27 febbraio - Gottlieb Conrad Christian Storr, medico, naturalista e chimico tedesco (n. 1749)

## Marzo(14)
- 5 marzo - Placido Bordoni, letterato e storico italiano (n. 1736)
- 7 marzo - Angelo Venturoli, architetto italiano (n. 1749)
- 7 marzo - Filippo Vibò di Prales, generale italiano (n. 1735)
- 8 marzo - Harriett Abrams, soprano inglese
- 9 marzo - Nicholas Pocock, pittore inglese (n. 1740)
- 10 marzo - Luigi Nuti, incisore, disegnatore e pittore italiano (n. 1748)
- 10 marzo - Juan Germán Roscio, avvocato, giornalista e politico venezuelano (n. 1763)
- 15 marzo - Abraham Niclas Edelcrantz, inventore svedese (n. 1754)
- 17 marzo - Pietro Edwards, pittore e restauratore italiano (n. 1744)
- 21 marzo - Michael Bryan, storico dell'arte e mercante inglese (n. 1757)
- 24 marzo - Johann Abraham Albers, medico tedesco (n. 1772)
- 26 marzo - Francesco Saverio Bassi, arcivescovo cattolico italiano (n. 1745)
- 29 marzo - Teresa Ciceri Castiglioni, inventrice italiana (n. 1750)
- 31 marzo - Yamagata Bantō, scrittore e astronomo giapponese (n. 1748)

## Aprile(16)
- 4 aprile - Salim bin Sultan, sovrano omanita
- 6 aprile - Robert Stewart, I marchese di Londonderry, politico irlandese (n. 1739)
- 6 aprile - Jacob Zellweger, imprenditore e politico svizzero (n. 1770)
- 7 aprile - Simone Assemani, numismatico e orientalista italiano (n. 1752)
- 16 aprile - Simon Jean François Ravenet, incisore francese (n. 1737)
- 17 aprile - Jean-Pierre Louis de Fontanes, politico francese (n. 1757)
- 20 aprile - Franz Karl Achard, scienziato tedesco (n. 1753)
- 21 aprile - André-Frédéric Eler, compositore, docente e musicologo francese (n. 1764)
- 21 aprile - Silvestro Todaro, vescovo cattolico italiano (n. 1752)
- 22 aprile - Cirillo VI di Costantinopoli, arcivescovo ortodosso greco (n. 1769)
- 22 aprile - John Crome, pittore e incisore inglese (n. 1768)
- 22 aprile - Gregorio V, arcivescovo ortodosso greco (n. 1746)
- 23 aprile - Pierre Riel de Beurnonville, generale, politico e nobile francese (n. 1752)
- 24 aprile - Athanasios Diakos, rivoluzionario e patriota greco (n. 1788)
- 24 aprile - Johann Peter Frank, medico e igienista tedesco (n. 1745)
- 30 aprile - Benderli Ali Pascià, politico ottomano (n. 1770)

## Maggio(15)
- 1º maggio - Francesco Benedetti, poeta e scrittore italiano (n. 1785)
- 2 maggio - Hester Lynch Piozzi, scrittrice e mecenate britannica (n. 1741)
- 4 maggio - Bartolomeo Borghi, matematico e geografo italiano (n. 1750)
- 5 maggio - Napoleone Bonaparte, politico e generale francese (n. 1769)
- 10 maggio - Carlo Vanvitelli, architetto e ingegnere italiano (n. 1739)
- 11 maggio - Tommaso Mercandetti, incisore e medaglista italiano (n. 1758)
- 15 maggio - Franz Niklaus Zelger, condottiero e politico svizzero (n. 1765)
- 16 maggio - Luigi Birago di Borgaro, nobile italiano (n. 1750)
- 17 maggio - Francesco Maria d'Este, vescovo cattolico italiano (n. 1743)
- 19 maggio - François-Henri de Franquetot de Coigny, nobile e generale francese (n. 1737)
- 20 maggio - Luigi Emanuele Corvetto, politico e avvocato italiano (n. 1756)
- 20 maggio - Abraham Pihl, religioso, astronomo e architetto norvegese (n. 1756)
- 22 maggio - Johann Georg Heinrich Feder, filosofo tedesco (n. 1740)
- 26 maggio - Liberale Cozza, pittore italiano (n. 1768)
- 26 maggio - Constance Mayer, pittrice francese (n. 1775)

## Giugno(19)
- 3 giugno - Agostino Gerli, architetto, decoratore e inventore italiano (n. 1744)
- 7 giugno - Louis Claude Marie Richard, botanico francese (n. 1754)
- 7 giugno - Tudor Vladimirescu, rivoluzionario rumeno (n. 1780)
- 10 giugno - Moses Austin, imprenditore statunitense (n. 1761)
- 10 giugno - Andrea Di Giovanni y Centellés, italiano (n. 1742)
- 14 giugno - Chaim Ickovits, filosofo e teologo polacco (n. 1749)
- 14 giugno - Nicolas Marie Quinette, politico francese (n. 1762)
- 17 giugno - Martín Miguel de Güemes, militare argentino (n. 1785)
- 18 giugno - Ivan Fëdorovič Udom, generale e nobile russo (n. 1768)
- 19 giugno - Peter Ochs, avvocato e politico svizzero (n. 1752)
- 20 giugno - Clemente Bondi, poeta e traduttore italiano (n. 1742)
- 21 giugno - César-Guillaume de La Luzerne, cardinale e vescovo cattolico francese (n. 1738)
- 21 giugno - Alessandro Massaroni, brigante italiano (n. 1790)
- 22 giugno - Domenico Vantini, architetto e pittore italiano (n. 1764)
- 23 giugno - Luisa Maria Adelaide di Borbone, nobile francese (n. 1753)
- 27 giugno - Sophie Trébuchet, nobile francese (n. 1772)
- 28 giugno - August Friedrich Schweigger, medico e naturalista tedesco (n. 1783)
- 30 giugno - José Fernando de Abascal y Sousa, generale spagnolo (n. 1743)
- 30 giugno - Luigi Busatti, pittore e scenografo italiano (n. 1763)

## Luglio(12)
- 1º luglio - Jules César Denis van Loo, pittore francese (n. 1743)
- 2 luglio - Louis Charles Antoine de Beaufranchet d'Ayat, generale e politico francese (n. 1757)
- 2 luglio - Michele Di Pietro, cardinale italiano (n. 1747)
- 4 luglio - Richard Cosway, pittore inglese (n. 1742)
- 9 luglio - Kyprianos di Cipro, arcivescovo ortodosso e politico cipriota (n. 1756)
- 10 luglio - Francisco Ramírez, militare argentino (n. 1786)
- 13 luglio - Pedro Juan Caballero, politico paraguaiano (n. 1786)
- 14 luglio - Luigi Angiolini, scrittore italiano (n. 1750)
- 17 luglio - Fulgencio Yegros, militare e politico paraguaiano (n. 1780)
- 20 luglio - Maurice-Jean de Broglie, vescovo cattolico francese (n. 1766)
- 23 luglio - Frances Twysden, nobildonna inglese (n. 1753)
- 24 luglio - Johann Timotheus Hermes, scrittore tedesco (n. 1738)

## Agosto(12)
- 2 agosto - Philibert Fressinet, generale francese (n. 1767)
- 6 agosto - Antonio Bartolomeo Bruni, compositore, violinista e direttore d'orchestra italiano (n. 1757)
- 7 agosto - Carolina di Brunswick, regina (n. 1768)
- 10 agosto - Salvatore Viganò, ballerino, coreografo e compositore italiano (n. 1769)
- 12 agosto - Aleksandr Michajlovič Golicyn, politico russo (n. 1772)
- 12 agosto - Pietro Zani, scrittore, poeta e critico d'arte italiano (n. 1748)
- 14 agosto - Giovanni Barberi, giurista italiano (n. 1748)
- 19 agosto - Marie-Denise Villers, pittrice francese (n. 1774)
- 20 agosto - Paolo Arconati Visconti, nobile e politico italiano (n. 1754)
- 20 agosto - Dorotea di Medem, nobile (n. 1761)
- 21 agosto - Adam von Bartsch, scrittore e incisore austriaco (n. 1757)
- 24 agosto - John Polidori, medico, scrittore e poeta britannico (n. 1795)

## Settembre(9)
- 3 settembre - Benjamin Taliaferro, politico e generale statunitense (n. 1750)
- 4 settembre - José Miguel Carrera, generale e patriota cileno (n. 1785)
- 10 settembre - Johann Dominicus Fiorillo, pittore e storico dell'arte tedesco (n. 1748)
- 14 settembre - Heinrich Kuhl, zoologo tedesco (n. 1797)
- 14 settembre - Stanisław Kostka Potocki, scrittore, archeologo e pubblicista polacco (n. 1755)
- 17 settembre - Gheorghe Lazăr, pedagogista romeno (n. 1779)
- 18 settembre - Carolina d'Assia-Darmstadt, principessa (n. 1746)
- 18 settembre - Jean-Nicolas Corvisart des Marets, medico francese (n. 1755)
- 30 settembre - Ludwig Geyer, attore teatrale, poeta e pittore tedesco (n. 1779)

## Ottobre(16)
- 4 ottobre - Giovanni Bellavite, scultore italiano (n. 1739)
- 4 ottobre - Marie-Louise Lachapelle, ginecologa francese (n. 1769)
- 4 ottobre - John Rennie il Vecchio, ingegnere scozzese (n. 1761)
- 6 ottobre - Paolo Lamberto D'Allègre, arcivescovo cattolico italiano (n. 1751)
- 6 ottobre - Anders Jahan Retzius, chimico, botanico e entomologo svedese (n. 1742)
- 7 ottobre - Hanawa Hokiichi, filosofo, scrittore e monaco buddista giapponese (n. 1746)
- 8 ottobre - Juan O'Donojú, politico e militare spagnolo (n. 1762)
- 9 ottobre - Carl Ludwig von Hablitz, botanico prussiano (n. 1752)
- 11 ottobre - Nicolas Céard, ingegnere francese (n. 1745)
- 19 ottobre - Stanisław Mokronowski, generale polacco (n. 1761)
- 20 ottobre - Alexandre-Angélique de Talleyrand-Périgord, cardinale, arcivescovo cattolico e politico francese (n. 1736)
- 20 ottobre - Félix de Azara, geografo, naturalista e ingegnere spagnolo (n. 1742)
- 23 ottobre - Franciszek Zabłocki, drammaturgo polacco (n. 1754)
- 27 ottobre - Ivan Afanas'evič Dmitrevsky, attore teatrale, traduttore e drammaturgo russo (n. 1734)
- 28 ottobre - Gaspare Pacchierotti, cantante castrato italiano (n. 1740)
- 31 ottobre - Matteo Angelo Galdi, politico, giurista e pedagogo italiano (n. 1765)

## Novembre(8)
- 8 novembre - Jean Rapp, generale francese (n. 1771)
- 10 novembre - Andreas Jakob Romberg, violinista e compositore tedesco (n. 1767)
- 11 novembre - Domenico Del Frate, pittore italiano (n. 1765)
- 11 novembre - Henrietta Spencer, nobildonna inglese (n. 1761)
- 18 novembre - Johann Jacob Schweppe, inventore e imprenditore tedesco (n. 1740)
- 20 novembre - Anselm Maria Fugger von Babenhausen, principe e politico tedesco (n. 1766)
- 22 novembre - Cesare Baldinotti, filosofo italiano (n. 1747)
- 24 novembre - Johann Friedrich Flatt, filosofo e teologo tedesco (n. 1759)

## Dicembre(10)
- 1º dicembre - Maria Antonia del Liechtenstein, principessa austriaca (n. 1756)
- 7 dicembre - Saverio Dalla Rosa, pittore e incisore italiano (n. 1745)
- 7 dicembre - Pomare II, re (n. 1782)
- 11 dicembre - Ignazio Greco, vescovo cattolico italiano (n. 1760)
- 12 dicembre - Alexander Callimachi, ottomano (n. 1737)
- 16 dicembre - Claire-Élisabeth Gravier de Vergennes, scrittrice e nobile francese (n. 1780)
- 20 dicembre - Gian Francesco Fortunati, compositore italiano (n. 1746)
- 26 dicembre - Maria Aurora di Sassonia, francese (n. 1748)
- 29 dicembre - Jean-Baptiste Dumonceau, generale belga (n. 1760)
- 31 dicembre - Louise-Félicité Guynement de Kéralio, scrittrice francese (n. 1757)

## Senza giorno specificato(28)
- Luigi Agricola, pittore italiano
- Manuel Arredondo y Pelegrín, militare e magistrato spagnolo
- Georg Joseph Beer, oculista austriaco (n. 1763)
- David Beringer, orologiaio tedesco (n. 1756)
- William Robert Broughton, esploratore britannico (n. 1762)
- Marie-Anne Collot, scultrice francese (n. 1748)
- Alessandro Dalla Nave, pittore italiano
- Francis Drake, diplomatico inglese (n. 1764)
- Giovanni Antonio Galignani, editore italiano (n. 1757)
- Francesco Maria Gianni, storico, economista e politico italiano (n. 1728)
- Varvara Nikolaevna Golovina, nobildonna e artista russa (n. 1766)
- Andrés Guazurary, militare e politico argentino (n. 1778)
- Elizabeth Inchbald, drammaturga, scrittrice e attrice teatrale britannica (n. 1753)
- Suzanne Labrousse, francese (n. 1747)
- Louisa Lennox, nobildonna inglese (n. 1743)
- Liu Yiming, monaco taoista cinese (n. 1734)
- Giovanni Battista Lusieri, pittore italiano (n. 1755)
- Niccolò Moretti, compositore e organista italiano (n. 1764)
- Hester Chapone, scrittrice britannica (n. 1727)
- Paolo Francesco Parenti, compositore italiano (n. 1764)
- Laurent Pêcheux, pittore francese (n. 1729)
- Jean Pestré, abate e enciclopedista francese (n. 1723)
- Agostino Piella, militare italiano (n. 1744)
- Luigi Raffanelli, cantante lirico italiano (n. 1752)
- Friedrich Ernst Ruhkopf, filologo classico tedesco (n. 1760)
- Juan José de Sámano y Uribarri, generale spagnolo (n. 1753)
- Girolamo Schiavon, compositore e organista italiano (n. 1751)
- Jacopo Antonio Vianelli, avvocato, giudice e poeta italiano (n. 1776)